# MAN NG272
MAN A11 NG — сімейство міських зчленованих низькопідлогових автобусів, що випускалися компанією MAN в період з 1990 по 1999 рік.

## Історія
MAN A11 NG був представлений в 1990 році як подальший розвиток зчленованих автобусів MAN SG. Нова модель змінила початкові стійки опор сидінь, які дозволяли пасажирам опускати вікна в передній частині, але в іншому залишалися візуально дуже схожими.
Більшість NG272 були оснащені двигунами MAN D2865LUH ззаду, з'єднаними для приводу задньої осі, або за допомогою Voith DIWA 864.4, або з повністю автоматичною коробкою передач ZF 5HP. Його використання зчленованої конфігурації з низькою підлогою, наявність 3 або 4 дверей і місткість в стандартній конфігурації зробили їх хорошим вибором для операторів міських автобусів. Були варіанти з трьома або чотирьма дверима.
Більшість NG були виведені з експлуатації в більшості транспортних компаній, залишаючись у приватній власності або за кордоном.
Виробництво MAN A11 NG тривало до 1999 року, коли на зміну прийшло сімейство MAN NGxx3 (A23).